# Pierre Becken
Pierre Dominik Becken (* 28. September 1987 in Flensburg) ist ein deutscher Fußballspieler und Fußballtrainer.

## Karriere als Spieler
Becken begann seine Karriere in der Jugend von TSV Westerland Sylt e.V. und wurde 2005 in die Oberliga Nord-Mannschaft von Flensburg 08 befördert. Im Sommer 2006 wechselte er aus der A-Jugend von Flensburg 08 zur Husumer SV. Nach zwei Jahren für die Husumer SV verließ er im Sommer 2008 den Verein und wechselte zu Altona 93. Er spielte in eineinhalb Jahren für Altona 93 34 Spiele und erzielte dabei neun Tore. Bevor er im Januar 2010 einen Vertrag beim FC St. Pauli unterschrieb, stellte sich Becken der zweiten Mannschaft des FC Hansa Rostock vor und absolvierte unter Axel Rietentiet ein Probetraining bei den Mecklenburgern. Im Dezember 2011 absolvierte er ein Probetraining beim FC Carl Zeiss Jena und unterschrieb am 19. Januar 2012 einen sechsmonatigen Leihvertrag mit den Thüringern. Becken gab am 21. Januar 2012 sein Profidebüt für den FC Carl Zeiss Jena im 3. Liga-Spiel gegen den 1. FC Saarbrücken.
In der Sommerpause 2012 verpflichtete der Hallesche FC den Innenverteidiger, der einen Zweijahresvertrag bis zum 30. Juni 2014 unterschrieb. Im ersten Saisonspiel gegen Kickers Offenbach brach er sich den Mittelfuß und fiel für vier Monate aus. Im Januar 2013 erlitt Becken einen erneuten Fußbruch und verpasste den Rest der Saison 2012/13. Nachdem sein Vertrag in Halle nicht verlängert worden war, kehrte er am 9. Juli 2014 zum FC Carl Zeiss Jena zurück und unterschrieb einen Einjahresvertrag. Nach der Saison wechselte er zum Ligakonkurrenten Wacker Nordhausen, wo er die folgenden zwei Jahre verbrachte. Im Juni 2017 gab der Wuppertaler SV die Verpflichtung von Becken für die Saison 2017/18 bekannt. Nachdem er zwei Saisonspiele dort absolviert hatte, kam er bei der folgenden Partie gegen den FC Wegberg-Beeck nicht zum Einsatz. Danach verließ er Wuppertal auf eigenen Wunsch und schloss sich dem Nordost-Regionalligisten Berliner AK an. Ein Jahr darauf wechselte er zum FC Rot-Weiß Erfurt.
Ende Januar 2020 wechselte Becken wieder in die Regionalliga Nord zum BSV Rehden. Nach dreieinhalb Jahren wechselte er zur Saison 2023/24 innerhalb der Liga zum SSV Jeddeloh und beendete nach der Spielzeit seine Karriere.

## Karriere als Trainer
Nach seinem Karriereende wurde Becken zur Saison 2024/25 beim VfB Lübeck Co-Trainer des neuen Cheftrainers Guerino Capretti. Die Lübecker waren zuvor in die Regionalliga Nord abgestiegen. Aufgrund vieler verletzter Spieler stand Becken nach der Winterpause bei mehreren Spielen im Spieltagskader. Er absolvierte ein Regionalligaspiel über die volle Spielzeit und wurde im Finale des SHFV-Pokals kurz vor dem Spielende eingewechselt. Zudem wurde er nach der Winterpause siebenmal in der zweiten Mannschaft eingesetzt, um zu helfen, den Abstieg aus der fünftklassigen Oberliga Schleswig-Holstein zu verhindern. Mit ihm holte die Mannschaft 20 von 24 möglichen Punkten, der Abstieg konnte allerdings nicht mehr abgewendet werden. Vor der Saison 2025/26 verlängerte Becken seinen Vertrag als Co-Trainer bis zum 30. Juni 2027.

## Titel
- Meister der Oberliga Hamburg und Aufstieg in die Regionalliga Nord: 2011 (FC St. Pauli II)
- Landespokalsieger
  - Niedersachsen: 2022 (BSV Rehden)
  - Schleswig-Holstein: 2025 (VfB Lübeck)
  - Thüringen (2): 2012, 2015 (beide FC Carl Zeiss Jena)